# Germano Boettcher Sobrinho
Germano Boettcher Sobrinho (Rio de Janeiro, 14 maart 1911 - aldaar, 9 juni 1977) was een Braziliaanse voetballer, bekend onder zijn spelersnaam Germano. 

## Biografie
Hij begon zijn carrière als zeventienjarige bij Botafogo. Vanaf 1930 kreeg hij zware concurrentie van Roberto Gomes Pedrosa en was hij nog maar reservedoelman. Botafogo won in deze periode 4 staatstitels. Germano ging ook als reservedoelman mee naar het WK 1934. Hij speelde één officieuze interland tegen een selectie van spelers van Belenenses en Benfica Lissabon. In 1935 speelde hij nog een seizoen voor Flamengo. 